# Les Pechs-du-Vers
Les Pechs-du-Vers è un comune francese del dipartimento del Lot della regione dell'Occitania.
È stato creato il 1º gennaio 2016 dalla fusione dei preesistenti comuni di Saint-Cernin e Saint-Martin-de-Vers.
Il capoluogo è la località di Saint-Cernin.